# Umowa o dzieło (Polska)
Umowę o dzieło w Polsce  określa kodeks cywilny (art. 627–646). Zawierana jest pomiędzy zlecającym dzieło i przyjmującym zlecenie wykonania dzieła.
Wykonawca umowy nie podlega składkom na ubezpieczenie emerytalne, rentowe, chorobowe, wypadkowe i zdrowotne, chyba że umowa o dzieło zostanie zawarta z własnym pracownikiem.

## Strony umowy
Stronami umowy o dzieło są dowolne osoby fizyczne lub osoby prawne (pod warunkiem posiadania zdolności do czynności prawnych), a również jednostki organizacyjne nieposiadające osobowości prawnej (np. spółka jawna, wspólnota mieszkaniowa). Przez umowę o dzieło przyjmujący zamówienie zobowiązuje się do wykonania oznaczonego dzieła, a zamawiający do zapłaty wynagrodzenia.

## Elementy danych umowy
Kodeks cywilny nie zastrzega dla ważności umowy o dzieło żadnej konkretnej formy. Można ją więc zawrzeć, chociażby ustnie czy nawet w sposób dorozumiany. Umowa o dzieło powinna posiadać podstawowe elementy danych:
- Oznaczenie stron umowy o dzieło – osoba zlecająca wykonanie dzieła i osoba wykonująca dzieło.
- Określenie przedmiotu umowy o dzieło – warunkiem zaistnienia umowy o dzieło jest określenie w umowie dzieła, jakie ma wykonać przyjmujący zamówienie. Dziełem może być dowolna rzecz, utwór (np. program komputerowy). Dzieło może mieć także charakter działalności twórczej – więc niematerialnej (np. nauczenie określonej umiejętności czy przeszkolenie do zawodu lub osiągnięcie ustalonego rezultatu). Natomiast materialny rezultat umowy powinien być z góry określony (uszycie ubrania, remont budynku, naprawa powierzonej rzeczy, sporządzenie bilansu, wykonanie zdjęć, stworzenie programu komputerowego, witryny internetowej).
- Wynagrodzenie – wysokość wynagrodzenia powinna być określona w umowie, choć niekoniecznie kwotowo, zamiast tego mogą znaleźć się tam wskazówki do określenia wynagrodzenia po zakończeniu pracy, wskazówki te miałyby określić, czego spodziewa się zamawiający i za co mógłby zapłacić wyższe wynagrodzenie, a co będzie odpowiadało za to, że wykonawca otrzyma znacznie niższe wynagrodzenie.
- Określenie terminów rozpoczęcia i zakończenia wykonywania dzieła – konkretnie wskazana data, do której należy ukończyć dzieło.
- Podpisy obu stron umowy – zlecającego i przyjmującego zlecenie wykonania dzieła.